# Anaphalis kashmiriana
Anaphalis kashmiriana là một loài thực vật có hoa trong họ Cúc. Loài này được P.C.Pant, R.R.Rao & G.Arti mô tả khoa học đầu tiên năm 1994.